# Aerenea antennalis
Aerenea antennalis là một loài bọ cánh cứng trong họ Cerambycidae.